# Ian Butterworth
Ian Stuart Butterworth (Crewe, 25 januari 1964) is een Engels voormalig voetballer. Hij speelde als centrale verdediger voor onder meer Norwich City, Coventry City en Nottingham Forest. Het grootste succes uit zijn carrière behaalde hij met Norwich City van 1986 tot 1994. 

## Biografie
Butterworth begon zijn carrière bij Coventry City (1981–1985). Hij belandde in 1986 via de toenmalige Engelse topclub Nottingham Forest – dat onder leiding stond van Brian Clough – bij Norwich City. Daar zou hij onmetelijke prestaties gaan neerzetten. Butterworth schakelde als aanvoerder van Norwich City de Duitse topclub Bayern München uit in de UEFA Cup 1993/94. De club versloeg Bayern buitenshuis met 1–2 in de heenwedstrijd op 19 oktober 1993. De terugwedstrijd eindigde vervolgens op een 1–1 gelijkspel, waardoor Norwich City verder bekerde. In 1993 was de club derde geëindigd in de Premier League, achter Manchester United en Aston Villa. Daardoor mocht men Europees aantreden. Hij verliet de club in 1994, waarna hij bij King's Lynn tekende, de voorganger van King's Lynn Town FC.
In 1996 vertrok hij naar de Verenigde Staten, waar hij voor Colorado Rapids uitkwam. In 1997 verdedigde hij de kleuren van het Zweedse IK Brage.
In 1998 beëindigde de toen 34-jarige Butterworth zijn loopbaan bij het Ierse Cobh Ramblers.